# Jan Schöppner
Jan Schöppner, né le 12 juin 1999 à Homberg en Allemagne, est un footballeur allemand qui évolue au poste de milieu central au FC Heidenheim.

## Biographie

### Formation et débuts
Né à Homberg en Allemagne, Jan Schöppner commence le football au SCW Liemke puis au SC Verl. En avril 2019, il prolonge son contrat avec le club. Avec le SC Verl il évolue en quatrième division allemande et s'y impose comme un joueur régulier et performant, contribuant notamment à la promotion de son équipe en troisième division à l'issue de la saison 2019-2020.

### FC Heidenheim
En mai 2020, est annoncé le transfert de Jan Schöppner au FC Heidenheim. Il arrive au club librement et signe un contrat courant jusqu'en juin 2023, le transfert est officialisé le 5 août 2020. Il découvre alors la deuxième division allemande, jouant son premier match le 20 septembre 2020 face à l'Eintracht Brunswick, lors de la première journée de la saison 2020-2021. Il entre en jeu à la place d'Andreas Geipl (en) et son équipe l'emporte par deux buts à zéro.
Le 5 décembre 2021, Schöppner inscrit son premier but pour le FC Heidenheim face au SSV Jahn Ratisbonne, en championnat. Il participe ainsi à la large victoire de son équipe (3-0),.

## Palmarès
FC Heidenheim
- Championnat d'Allemagne de deuxième division
  - Champion : 2023